# Павильон СССР на Экспо-70

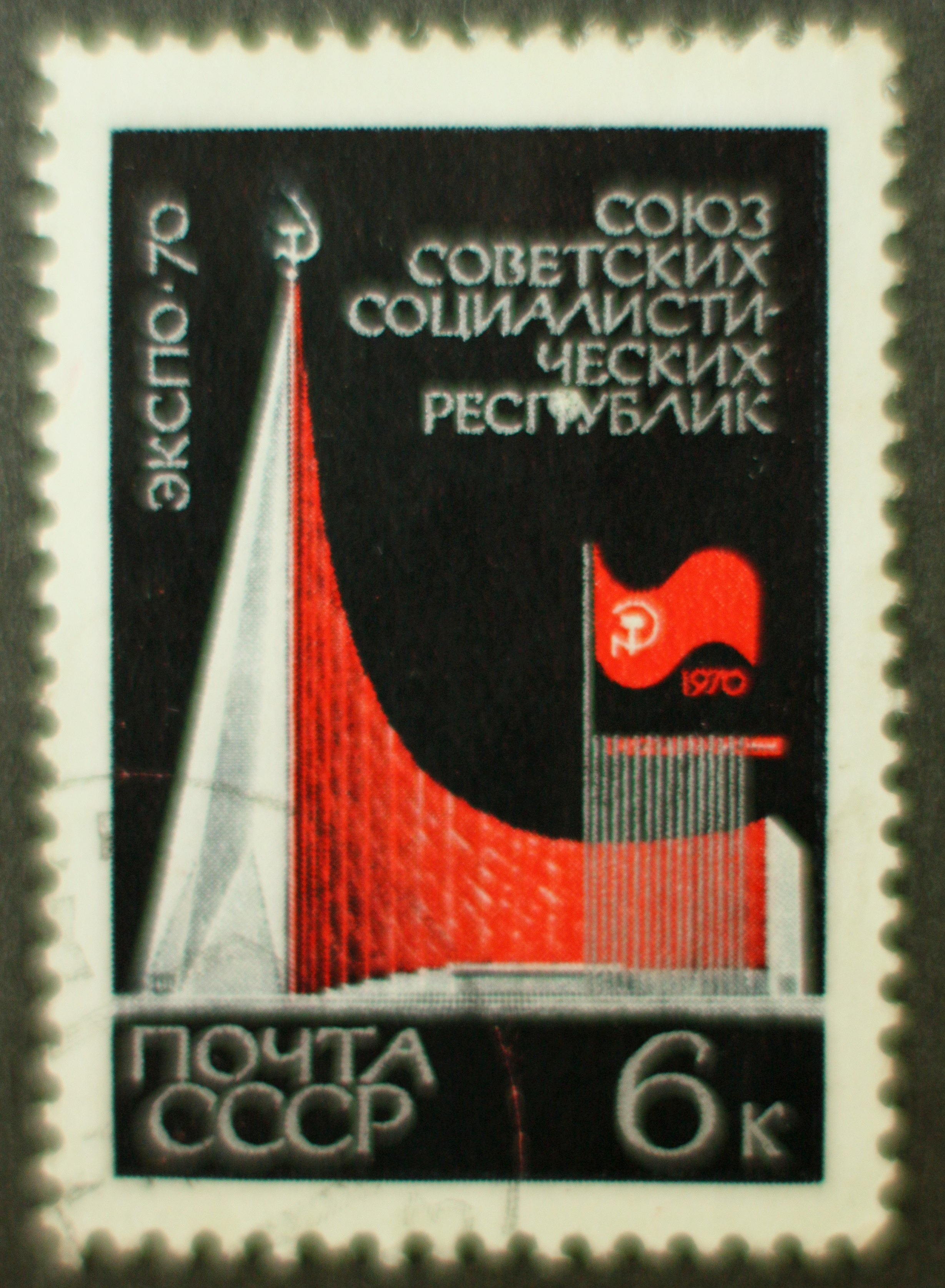
Почтовая марка Павильон СССР на всемирной выставке «ЭКСПО-70» в Осаке

Павильон СССР на Экспо-70 — выставочный павильон СССР на международной выставке Экспо 1970 года в Осаке (Япония), построенный по проекту М. Посохина и В. А. Свирского.
После проведения широкого конкурса Оргкомитет утвердил проект советского павильона на «Экспо-70». Открытие Выставки совпало с празднованием 100-летия со дня рождения В. И. Ленина.
Это историческое событие обязало авторов советского павильона с особой ответственностью работать над его архитектурой и экспозицией. Претворение идей В. И. Ленина в нашей стране, строящей коммунизм, — вот тема, которой пронизаны экспозиция и архитектура советского павильона.Михаил Посохин
Советский павильон демонстрировал социалистическое видение темы «Прогресс и гармония на службе человечества», как было заявлено организаторами выставки. Авторы проекта экспозиции стремились показать всему капиталистическому миру, что человек и его гармоничное развитие — в центре внимания социалистического государства.

## Архитектура павильона
Серповидное в плане здание советского павильона плавно набирает высоту от 20 до 104 м и венчается скульптурным серпом и молотом. Главный фасад павильона плавно изогнут в плане и стремительно нарастает по высоте. Фасад облицован металлическими панелями, окрашенными в красный цвет и расчлененными тонкими белыми вертикальными уступами. Он символизирует огромное красное знамя. В архитектурном отношении главный фасад решен подчеркнуто контрастно с остальным объёмом сооружения, и только вкрапления белых вертикальных (пилонов) зрительно связывают его с остальными фасадами.
Весь объём советского павильона ограничен двумя взаимосвязанными ограждающими конструкциями: изогнутой стеной главного фасада и огромным белоснежными складчатыми стенами других фасадов и покрытия. Грани-складки стен и покрытия образованы металлическими панелями с эффективным утеплителем (главным образом для защиты от солнца) и создают пластичные, богатые светотенью фасады. Все это вместе представляет собой пространственную конструкцию.
Стена главного фасада решена как цилиндрическая оболочка с вертикальными металлическими стойками и промежуточными связями и раскосами. Наклонные стены других фасадов и покрытие представляют собой систему граней-складок, каждая из которых работает как плоская металлическая ферма. Пространственность ограждающих конструкций позволила применить в них элементы минимального сечения.
Общая композиция здания обеспечивает разнообразие его интерьера — смену и нарастание впечатлений при переходе от одного помещения к другому. Изгиб главного фаса образует пространство перед главным входом в павильон. Четыре этажа здания связаны между собой удобной системой эскалаторов и лестниц. В цокольном этаже размещаются два зрительных зала. В эти залы можно попасть из выставочных залов, и непосредственно с улицы. Ресторан, в изолированном от основного объёма павильоне, тем не менее имеет удобную связь с главным помещением и по форме увязан с архитектурой павильона.

## Конструктивное решение павильона
Советский павильон, как и многие другие, строила японская фирма Takenaka. При его строительстве была использована конструкция с применением несущего каркаса из труб. Внешний каркас павильона выполнен по фасаду — в виде вертикального фахверка, а по бокам и по верху — в виде пространственных треугольных ферм различных форм и размеров, которые образовывали складчатую поверхность. Внешние очертания советского павильона были сложны: геометрия конструкции полностью подчинялась архитектурному замыслу — очертаниями развернутого знамени. По своим размерам павильон был самым высоким, отметка его наивысшей точки достигала 109 м.
Применение труб оказалось достаточно рациональным для этих разнообразных по своей геометрии конструкций ферм, так как трубчатые стержни имеют одинаковую со всех сторон форму поверхности. В Японии хорошо налажена организация производства и технология изготовления трубчатых стальных строительный конструкций. Трубчатые конструкции имеют ряд преимуществ: уменьшают ветровую нагрузку на сооружение, облегчает массу и пр.
Масса стальных конструкций составила 3500 т.

## Экспозиция павильона
Над проектом экспозиции павильона работала группа художников во главе с членом-корреспондентом Академии художеств СССР К. И. Рождественским: Б. А. Родионов, Л. Б. Збарский, Б. А. Мессерер, А. П. Васильев, Л. Б. Самойлов, И. В. Тышко.
В цокольном этаже размещались два зрительных зала: широкоэкранный кинозал на 800 мест и зал на 600 мест для лекций концертов, показа мод, стереокино и т. п.
Экспозиция главного зала раскрывала художественными средствами главные идеи В. И. Ленина в действии. В первую очередь посетитель замечал портрет В. И. Ленина. Экспонаты этого зала рассказывали, как воспитывается всесторонне развитый человек советского общества на примере учёбы и практической деятельности советских людей. Были показаны детские сады, школы, высшие учебные заведение, различные предприятия.
На втором этаже павильона располагалась часть экспозиции, посвящённая культуре и искусствам: литература, живопись, музыка, художественные ремёсла, достижения театра, цирка, эстрады.
Экспозиция третьего этажа была посвящена развитию крупнейших районов СССР — Сибири и Дальнего Востока. Эта часть экспозиции освещала отрасли народного хозяйства этих районов: энергетику, угольную и металлургическую промышленность, сельское хозяйство.
Заключительный раздел экспозиции был посвящён науке и её развитию в связи с завоеванием космоса и использованием его на благо человека. Большая высота зала способствовала полному раскрытию темы. Здесь демонстрировались новые приборы, аппараты, космическая техника, способы использования атомной энергии в мирных целях.